# Ґетц фон Берліхінґен

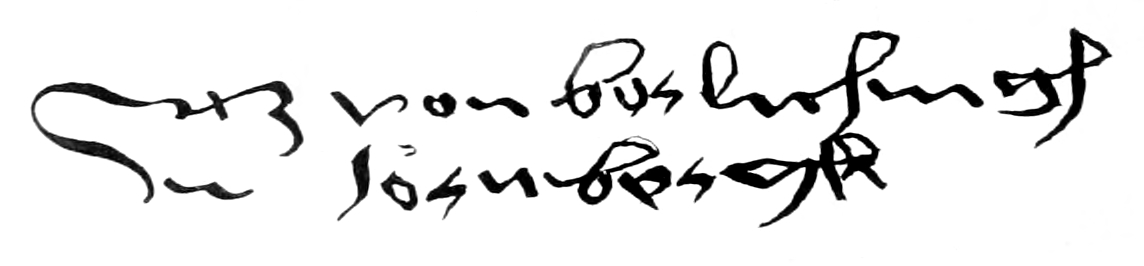
Підпис Геца фон Берліхінгена

Гец (Готфрід) фон Берліхінген, або Ґец (Ґотфрід) фон Берліхінґен (нім. Götz von Berlichingen; близько 1480 —23 липня 1562) — німецький феодал, військовик, найманець, учасник Селянської війни. Мав прізвисько «Залізна рука».

## Життєпис
Походив з роду імперських лицарів Берліхінгенів. Син Кіліана фон Берліхінгена та Маргарети фон Тюнген. При народженні отримав ім'я Готфрід, в родині звався зменшеним ім'ям Гец. Спочатку отримав домашню освіту. У 1492 році перебирається до родича Кунца фон Нойштадта, у 1493 році поступив до монастирської школи в Нідернгаллі. У 1494 році поступив на службу до кузена Конрада фон Берліхінгена. 1495 року супроводжував Конрада на імперський з'їзд у Вормсі, у 1497 році був присутній на з'їзді в Ліндау.
У 1497 році після смерті Конрада фон Берліхінгена перебирається до Ансбаха, де Фрідріх II, маркграф Бранденбург-Ансбах-Кульмбах, висвятив Геца у лицарі. Навчався військової майстерності у Файта фон Лентершайма. Того ж року разом з Фрідріхом II був присутній під час поїздки імператора Максиміліана I до Брабанту, Лотарингії та пфальцграфства Бургундії. У 1498 році супроводжував сина Фрідріха II — Георга фон Бранденбург-Ансбах-Кульмбах до Касселя, де той взяв шлюб з донькою місцевого маркграфа. У 1499 році стає зброєносцем Файта фон Лентершайма. У 1499 році разом з ним брав участь у швейцарському поході імператора Максиміліана. Після поразки імперських військ повернувся до рідного замку.

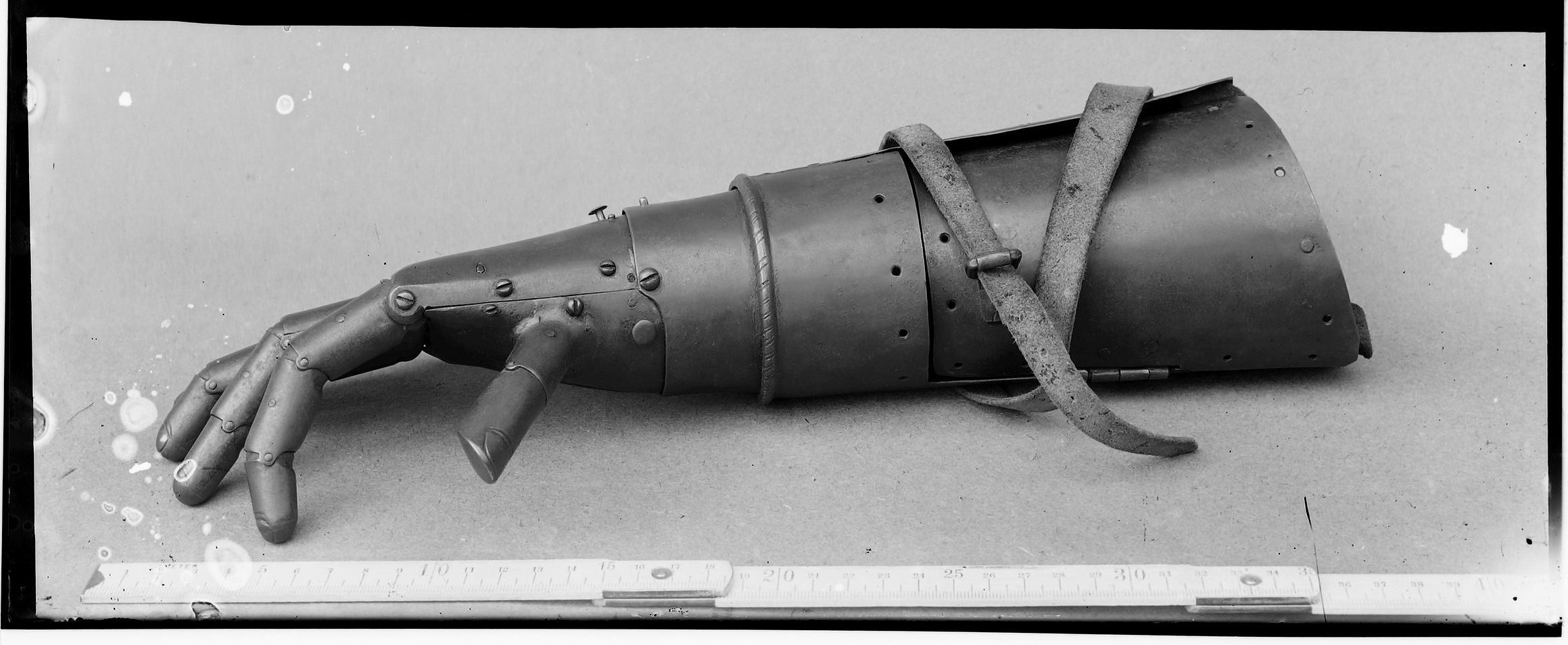
Залізна рука Геца фон Берліхінгена

 Вдома зібрав власний загін, після чого уклав союз з Філіппом фон Массенбахом та кузеном Нейдхартом фон Тюнгеном. За допомогою останнього взимку 1501–1502 року захопив замок Зоденберг. У 1502 році повернувся на службу до маркграфа Фрідріха II фон Бранденбург-Ансбах-Кульмбаха, який боровся проти імперського міста Нюрнберг. На чолі значного загону Берліхінген атакував місто, проте міське ополчення відбило напад, а Гец ледве врятувався. У 1504 році влаштувався на службу Рупрехта, курфюрста Пфальц-Фрайзінзького, який боровся з Альбрехтом IV, герцогом Баварсько-Мюнхенським за герцогство Ландсгут-Баварське (після смерті Георга Багатого). 23 червня під час штуруму Ландсгута втратив праву руку. Замість цього йому зробили протез із заліза. Але Гец вимушений був відновлюватися до 1505 року.
З 1505 до 1511 року брав участь у 15 збройних сутичках з іншими лицарями та феодалами, також чинив численні напади на купців. У 1511 році воював з містом Кельн, вимагаючи з місцевої громади значний викуп. Потім воював з єпископом Бамбергу. Водночас вступив у конфлікт з Нюрнбергом. У 1512 році пограбував 95 купців з Аугсбурга, Нюрнберга та Ульма. За це імператор Максиміліан I наклав на Берліхінгена імперську опалу. У 1513 році Швабська ліга виступила проти Геца, але не досягла успіху — змушена була сплатити 8 тис. гульденів Берліхінгену. У 1515–1516 роках боровся проти Альбрехта, архієпископа-курфюрста Майнцького. У 1516 році захопив союзника Альбрехта — Філіппа II, графа Вальдека, в Падбергу. Випустив Вальдека за 8900 гульденів. В цей час затоваришував з лідером імперського лицарства Швабії та Франконії Францом фон Зіккінгеном.
У союзі із Зіккінгеном у 1516 році напав на Лотарингію, потім воював проти Філіппа I, марграфа Гессенського. 1517 року у Конрада Шотта купив за 4 тис. флоринів замок Горнберг. У 1518 році боровся проти міста Умштадт. У 1519 році був найнятий Ульріхом, герцогом Вюртемберзьким, у війні проти Швабського союзу. Берліхінген захищав замок Мекмюль, але вимушений був здатися швабським військам. Його тримали в ув'язненні у місті Гайльбронн. Тут він провів час до 1522 року, коли його викупили Франц фон Зіккінген та Георг Фрундсберг за 2 тис. флоринів. Дотепер башта Гайльбронна, де тримала Берліхінгена, носить його ім'я.
Попри допомогу Зіккінгена, Гец не підтримав останнього у 1523 році під час повстання. Берліхінген перебував у замку Горнберг. Тут у 1524 році приєднався до Селянського повстання. 24 квітня 1525 року очолив одну з селянських армій — «Світлий загін Оденвальда» (від місцини Оденвальд). Займався переважно грабуванням замків та монастирів. Потім взяв в облогу містечко Фрауенберг. Потім брав участь у складанні програми — «Декларації 12 статей». Через 2 тижні селяни зазнали поразки. Тому Гец, награбувавши значні статки, зрадив селян та перейшов на бік імперської армії на чолі із Трухзесом фон Вальдбургом.[джерело?]
Після завершення Селянської війни Берліхінгена притягли до суду за злочини під час війни. У 1526 році вимушений був захищатися на імперському з'їзді в Шпаєрі, де його було виправдано. Втім у 1528 році на вимогу Швабської ліги Берліхінгена було заарештовано у місті Аугсбург, де він перебував до 1530 року. Його було звільнено за обіцянку сплатити компенсацію архієпископу Майнца та єпископа Вюрцбурга у 25 тис. гульденів, не залишати замку Горнберг та не очолювати будь-які військові загони. Втім через деякий час Берліхінген намагався поліпшити ці умови та зменшити виплати Вюрцбургу та Майнцу, чого він зрештою домігся у 1534 році, багато в чому завдяки обіцянці служити імператору Карлу V.
У 1540 році Гец на чолі загону із декількох сотень лицарів приєднався до армії імператора, що стояла біля Відня. Взимку того ж року повернувся до Горнберга, особливо не відзначившись у боях з османськими військами. У 1542–1544 роках брав участь у війні проти Франції.
Після війни відійшов від справ, оселився у власному замку Горнберг, де спокійно мешкав, написав свої мемуари. У 1562 році отримав виклик від священних фемів (таємна організація з покарання злочинців) на суд. Тоді Гец зібрав кошти та цінні речі, збираючись тікати. Втім у ніч на 23 липня помер від інсульту. Його залізна рука зберігається в музею міста Ейнсфельд.

## Видання українською
- Ґетц фон Берліхінґен. «Мої битви і вчинки» = «Die Lebensbeschreibung des Ritters Götz von Berlichinge» / пер. з середньоверхньонімецької Роксоляна Кохан. — К. : Пропала грамота, 2024. — 128 с. — 1000 екз. — ISBN 9786177918201.

## Пам'ять
- Його уславив в однойменному романі Йоганн фон Гете.
- під час Другої світової війни дивізія СС отримала ім'я Геца фон Берліхінгена.